# Стрийська міська рада
Стрийська міська рада — орган місцевого самоврядування у Львівській області з адміністративним центром у  Стрию.

## Населені пункти
Міській раді підпорядковані населені пункти: 1 місто (Стрий), 1 смт (Дашава) і 45 сіл:
- Бережниця
- Братківці
- Великі Дідушичі
- Верчани
- Вівня
- Гайдучина
- Голобутів
- Діброва
- Добрівляни
- Добряни
- Жулин
- Завадів
- Загірне
- Заплатин
- Зарічне
- Йосиповичі
- Кавське
- Комарів
- Кути
- Лани-Соколівські
- Ланівка
- Лисятичі
- Лотатники
- Луг
- Малі Дідушичі
- Миртюки
- Нежухів
- Олексичі
- Підгірці
- Піщани
- Подорожнє
- Пукеничі
- П'ятничани
- Райлів
- Розгірче
- Семигинів
- Сихів
- Слобідка
- Стриганці
- Стрілків
- Угерсько
- Угільня
- Ходовичі
- Щасливе
- Ярушичі

## Склад ради
- Голова міської ради: Канівець
- Секретар міської ради: Канівець Наталія Олегівна
- Загальний склад ради: 50 депутатів.

### Керівний склад попередніх скликань
| ПІБ                        | Основні відомості                                               | Дата обрання | Дата звільнення |
| -------------------------- | --------------------------------------------------------------- | ------------ | --------------- |
| Шрамов'ят Роман Євстахович | Міський голова, 1949 року народження, освіта вища, безпартійний | 26.03.2006   | 31.10.2010      |
| Шрамов'ят Роман Євстахович | Міський голова, 1949 року народження, освіта вища, безпартійний | 31.10.2010   |                 |

Примітка: таблиця складена за даними джерела

### Депутати
За результатами місцевих виборів 2010 року депутатами ради стали:

#### За суб'єктами висування
| Суб'єкт висування                                       | Кількість обраних депутатів | %  |
| ------------------------------------------------------- | --------------------------- | -- |
| Політична партія Всеукраїнське об'єднання «Свобода»     | 13                          | 26 |
| Політична партія Всеукраїнське об'єднання «Батьківщина» | 10                          | 20 |
| Політична партія «Фронт Змін»                           | 8                           | 16 |
| Політична партія Конгрес Українських Націоналістів      | 7                           | 14 |
| Політична партія «Європейська партія України»           | 4                           | 8  |
| Політична партія «Наша Україна»                         | 4                           | 8  |
| Партія регіонів                                         | 2                           | 4  |
| Політична партія Народний Рух України                   | 1                           | 2  |
| Українська партія                                       | 1                           | 2  |

#### За округами
| № округу | Прізвище, ім'я, по батькові      | Дата визнання обраним | Освіта                    | Партійна приналежність                              | Відомості про обраного депутата                                                                             |
| -------- | -------------------------------- | --------------------- | ------------------------- | --------------------------------------------------- | --- |
| б/м      | Кахній Назар Степанович          | 05.11.2010            | Освіта вища               | член Партії регіонів                                | ЦРЛ, лікар-офталмолог                                                                                       |
| 20       | Уляшкевич Олександр Мирославович | 03.11.2010            | Освіта вища               | член Партії регіонів                                | Угерське ВВРіСП, майстер                                                                                    |
| б/м      | Цалин Лілія Богданівна           | 05.11.2010            | Освіта вища               | член Всеукраїнського об'єднання «Батьківщина»       | Газета «Фортуна», головний редактор                                                                         |
| б/м      | Маланчук Ігор Йосипович          | 05.11.2010            | Освіта вища               | член Всеукраїнського об'єднання «Батьківщина»       | приватний підприємець                                                                                       |
| б/м      | Похило Максим Олександрович      | 05.11.2010            | Освіта вища               | член Всеукраїнського об'єднання «Батьківщина»       | приватний підприємець                                                                                       |
| б/м      | Регейло Степан Павлович          | 05.11.2010            | Освіта вища               | член Всеукраїнського об'єднання «Батьківщина»       | ТОВ «Відродження», директор                                                                                 |
| 7        | Рінило Ігор Ярославович          | 03.11.2010            | Освіта вища               | член Всеукраїнського об'єднання «Батьківщина»       | Стрийський коледж ЛНАУ, викладач                                                                            |
| 8        | Волинець Роман Петрович          | 03.11.2010            | Освіта вища               | член Всеукраїнського об'єднання «Батьківщина»       | «Моршинський завод мінеральних вод „Оскар“», інженер з охорони праці                                        |
| 9        | Жук Володимир Володимирович      | 03.11.2010            | Освіта вища               | член Всеукраїнського об'єднання «Батьківщина»       | відділ промислової політики та енергозберігаючих технологій Стрийського міськвиконкому, головний спеціаліст |
| 11       | Кам'янка Володимир Степанович    | 03.11.2010            | Освіта вища               | член Всеукраїнського об'єднання «Батьківщина»       | Львівська обласна рада, помічник депутата                                                                   |
| 18       | Брик Ігор Богданович             | 03.11.2010            | Освіта вища               | член Всеукраїнського об'єднання «Батьківщина»       | фізична особа-підприємець, лікар-стоматолог                                                                 |
| 21       | Гірник Роман Євгенович           | 03.11.2010            | Освіта вища               | член Всеукраїнського об'єднання «Батьківщина»       | приватний підприємець                                                                                       |
| б/м      | Лоїш Володимир Петрович          | 05.11.2010            | Освіта вища               | член Всеукраїнського об'єднання «Свобода»           | приватний підприємець                                                                                       |
| б/м      | Кузь Олег Володимирович          | 05.11.2010            | Освіта вища               | член Всеукраїнського об'єднання «Свобода»           | приватний підприємець                                                                                       |
| б/м      | Боженко Юрій Ігорович            | 05.11.2010            | Освіта вища               | член Всеукраїнського об'єднання «Свобода»           | тимчасово не працює                                                                                         |
| б/м      | Дмитрук Наталя Анатоліївна       | 05.11.2010            | Освіта вища               | член Всеукраїнського об'єднання «Свобода»           | тимчасово не працює                                                                                         |
| б/м      | Тяско Юрій Володимирович         | 05.11.2010            | Освіта вища               | член Всеукраїнського об'єднання «Свобода»           | приватний підприємець                                                                                       |
| б/м      | Пастущин Олег Ярославович        | 05.11.2010            | Освіта вища               | член Всеукраїнського об'єднання «Свобода»           | ТзОВ «ЛЕОНІ Ваерінг Системс УА ГмбХ», начальник відділу логістики                                           |
| б/м      | Ємець Наталя Ігорівна            | 05.11.2010            | Освіта вища               | член Всеукраїнського об'єднання «Свобода»           | Стрийська Загальноосвітня середня школа № 3, заступник директора                                            |
| 2        | Максимів Богдан Іванович         | 03.11.2010            | Освіта вища               | член Всеукраїнського об'єднання «Свобода»           | приватний підприємець                                                                                       |
| 4        | Булин Іван Степанович            | 03.11.2010            | Освіта вища               | член Всеукраїнського об'єднання «Свобода»           | АТ СК «АХА Страхування» Стрийське відділення, директор                                                      |
| 5        | Юрків Галина Михайлівна          | 03.11.2010            | Освіта вища               | член Всеукраїнського об'єднання «Свобода»           | Стрийська Загальноосвітня середня школа № 3, директор                                                       |
| 6        | Пронів Василь Андрійович         | 03.11.2010            | Освіта вища               | член Всеукраїнського об'єднання «Свобода»           | тимчасово не працює                                                                                         |
| 15       | Левицький Ігор Ярославович       | 03.11.2010            | Освіта вища               | член Всеукраїнського об'єднання «Свобода»           | ДП Екран-віконні конструкції, нач. відділу по роботі з корпоративними клієнтами                             |
| 23       | Коружак Василь Володимирович     | 03.11.2010            | Освіта вища               | член Всеукраїнського об'єднання «Свобода»           | приватний підприємець                                                                                       |
| б/м      | Насінник Зеновій Теодорович      | 05.11.2010            | Освіта вища               | член Політичної партії «Європейська партія України» | Державне підприємство «Львівавтогаз», начальник автогазонаповнючої компресорної станції м. стрий.           |
| б/м      | Салдан Іван Антонович            | 05.11.2010            | Освіта вища               | член Політичної партії «Європейська партія України» | ЦРЛ, отоларинголог                                                                                          |
| 3        | Ленів Ростислав Миколайович      | 03.11.2010            | Освіта вища               | член Політичної партії «Європейська партія України» | Генеральний директор, охоронна компанія «Сапсан»                                                            |
| 22       | Яблонський Михайло Юрійович      | 05.03.2013            | Освіта вища               | позапартійний                                       | тимчасово не працює                                                                                         |
| б/м      | Готь Ростислав Леонідович        | 05.11.2010            | Освіта вища               | член Конгресу Українських Націоналістів             | приватний підприємець                                                                                       |
| б/м      | Смиковський Ігор Сергійович      | 05.11.2010            | Освіта незакінчена вища   | член Конгресу Українських Націоналістів             | П. Готь Л., автослюсар, автомийник                                                                          |
| 1        | Дейнега Василь Степанович        | 03.11.2010            | Освіта вища               | член Конгресу Українських Націоналістів             | МКП СМЦМ ТТМ, директор маркетингу                                                                           |
| 13       | Лісевич Ярема Михайлович         | 15.11.2010            | Освіта вища               | член Конгресу Українських Націоналістів             | Стоматологічна поліклініка, головний лікар                                                                  |
| 19       | Уляшкевич Ольга Іванівна         | 03.11.2010            | Освіта вища               | член Конгресу Конгресу Українських Націоналістів    | тимчасово не працює                                                                                         |
| 24       | Федор Іван Йосифович             | 03.11.2010            | Освіта вища               | член Конгресу Українських Націоналістів             | БМУ-8 «Укргазпромбуд», водій                                                                                |
| 25       | Мокрицький Іван Михайлович       | 03.11.2010            | Освіта середня спеціальна | член Конгресу Українських Націоналістів             | Державне підприємство Стрийський ВРЗ, налагоджувальник                                                      |
| 17       | Зрайло Іван Іванович             | 03.11.2010            | Освіта вища               | член Народного Руху України                         | Центр розвиткуДитини «Всезнайко», директор                                                                  |
| б/м      | Михайльо Віталій Васильович      | 05.11.2010            | Освіта вища               | член Політичної партії «Наша Україна»               | приватний підприємець                                                                                       |
| б/м      | Дрочак Ігор Іванович             | 05.11.2010            | Освіта вища               | член Політичної партії «Наша Україна»               | Стрийська дільниця ПП «Втормет Ресурс», начальник дільниці                                                  |
| б/м      | Вінярський Юрій Омелянович       | 05.11.2010            | Освіта вища               | позапартійний                                       | ТзОВ «Поступ», генеральний директор                                                                         |
| 12       | Салдан Іванна Миколаївна         | 03.11.2010            | Освіта вища               | член Політичної партії «Наша Україна»               | Завідувач педіатричним відділенням, стрийська міська дитяча лікарня                                         |
| б/м      | Вишинська Оксана Мирославівна    | 05.11.2010            | Освіта вища               | член Політичної партії «Фронт Змін»                 | Стрийська міська дитяча лікарня, зав відділення                                                             |
| б/м      | Гула Ігор Йосипович              | 05.11.2010            | Освіта вища               | член Політичної партії «Фронт Змін»                 | ТзОВ МІ і МЗС, директор                                                                                     |
| б/м      | Канівець Наталія Олегівна        | 05.11.2010            | Освіта вища               | член Політичної партії «Фронт Змін»                 | тимчасово не працює                                                                                         |
| б/м      | Матвійців Галина Остапівна       | 05.11.2010            | Освіта вища               | член Політичної партії «Фронт Змін»                 | АТ Райффайзен Банк Аваль, начальник центрального стрийського відділення                                     |
| б/м      | Климковський Ігор Богданович     | 05.11.2010            | Освіта вища               | член Політичної партії «Фронт Змін»                 | ВАТ «Веста», голова правління                                                                               |
| б/м      | Чубко Степан Іванович            | 05.11.2010            | Освіта вища               | член Політичної партії «Фронт Змін»                 | приватний підприємець                                                                                       |
| 14       | Йосипчук Орест Васильович        | 03.11.2010            | Освіта вища               | член Політичної партії «Фронт Змін»                 | приватний підприємець                                                                                       |
| 16       | Стасенко Лідія Леонівна          | 03.11.2010            | Освіта вища               | член Політичної партії «Фронт Змін»                 | загальноосвітня школа № 6, директор                                                                         |
| 10       | Карпінський Мирослав Зіновійович | 03.11.2010            | Освіта вища               | член Української партії                             | ДП «Екран-віконні конструкції» ТзОВ «ЕКРАН», директор                                                       |

### Виконавчий комітет
- Шрамов'ят Роман Євстахович — міський голова
- Маланій Роман Дмитрович — перший заступник міського голови
- Стецик Ігор Миронович — заступник міського голови
- Гайдукевич Таїсія Іванівна — заступник міського голови
- Затварницька Оксана Миронівна — керуючий справами міськвиконкому
- Канівець Наталія Олегівна — секретар міської ради
- Турчин Євген Ярославович
- Ковальчук Сергій Миколайович
- Зубрицький Василь Богданович
- Лафінчук Микола Григорович
- Романишин Володимир Олексійович

### Комісії
У міській раді діють 10 постійних комісій:
1. З питань депутатської етики, регламенту, прав людини і законності
2. З питань землекористування, охорони довкілля, будівництва та архітектури
3. З питань побуту, торгівлі, громадського харчування
4. З питань бюджету та економіки
5. З питань освіти та культури
6. З питань молоді, спорту та туризму
7. З питань приватизації та управління міським комунальним майном
8. З питань соціального захисту та охорони здоров'я
9. З питань житлово-комунального господарства
10. З питань промисловості, транспорту та зв'язку

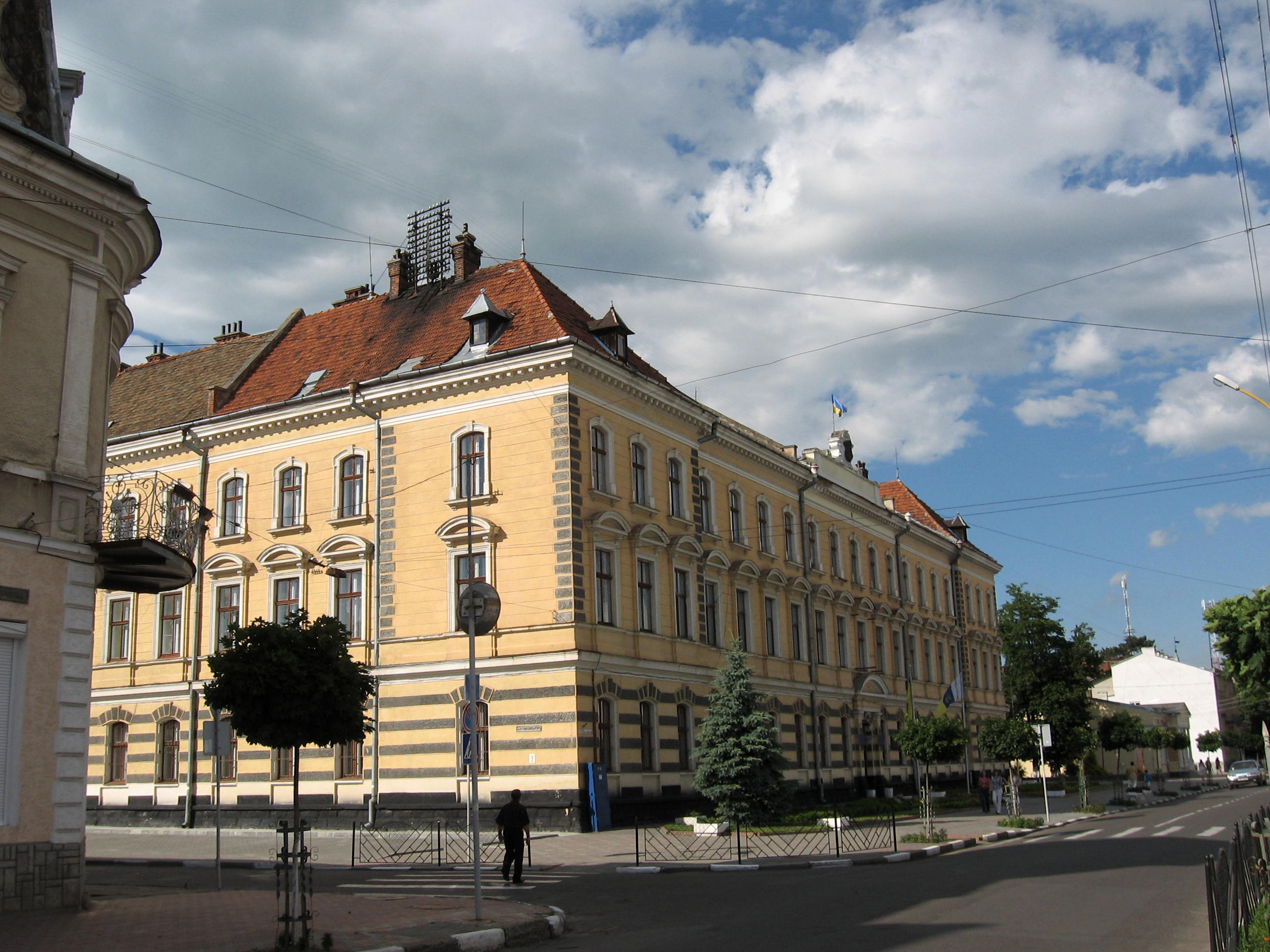
Стрийська міська рада. вул.Шевченка, 71
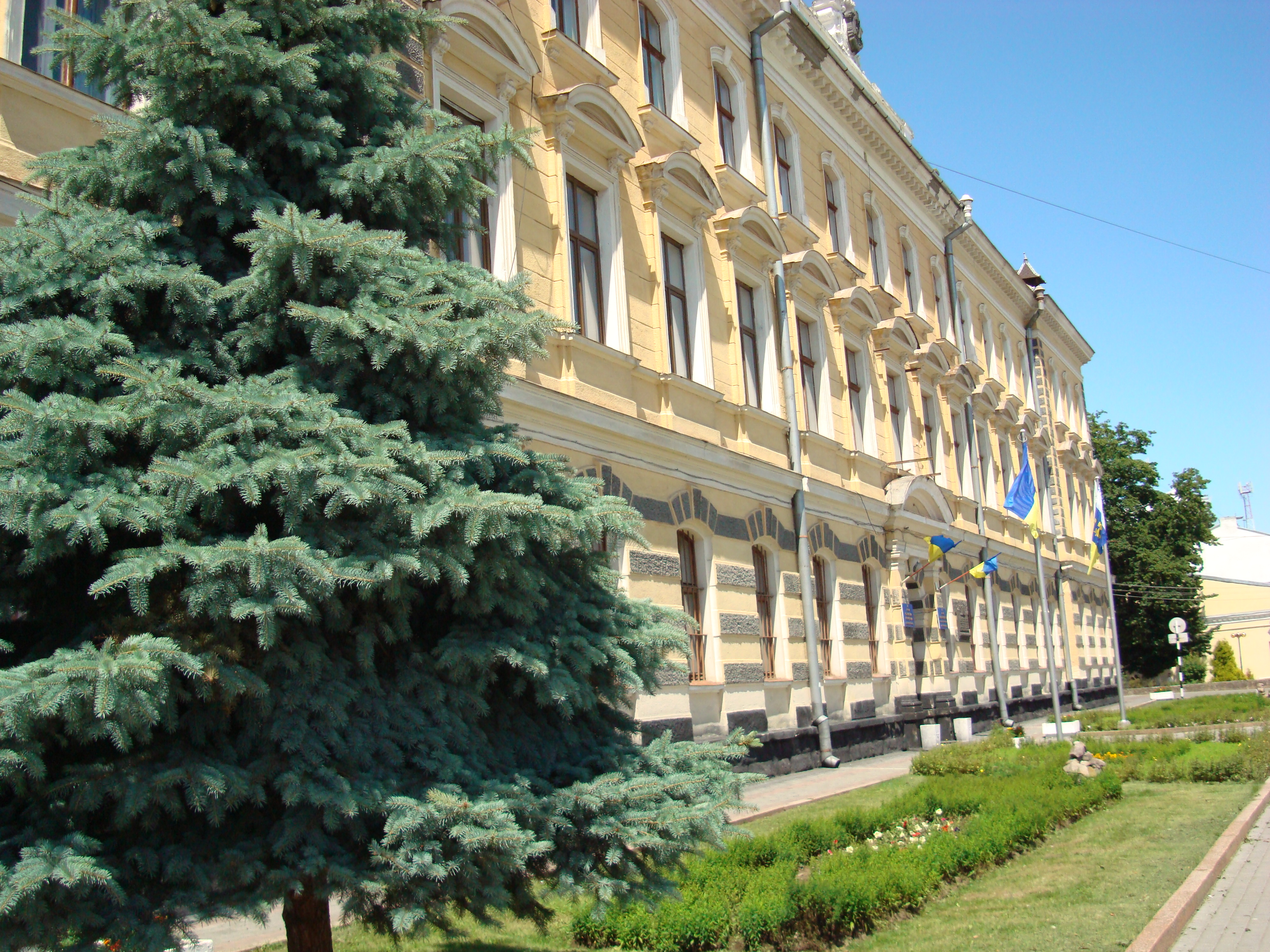
Будівля Стрийської міської ради
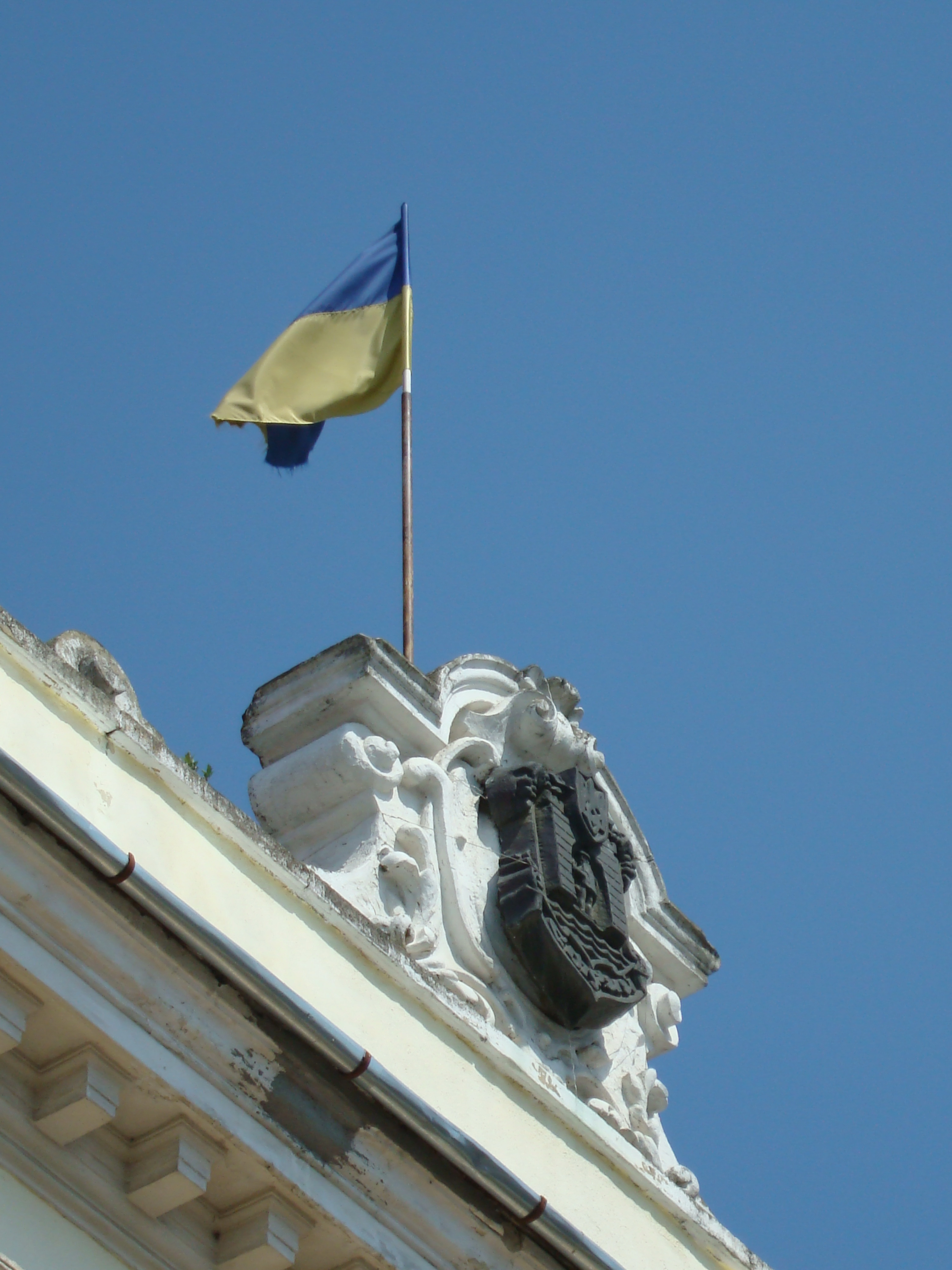
Флагшток Стрийської міської ради.[4].